# Rząd Carla Bildta
Rząd Carla Bildta – rząd Szwecji działający od 4 października 1991 do 7 października 1994.
Gabinet powstał po wyborach w 1991. W jego skład weszli przedstawiciele Umiarkowanej Partii Koalicyjnej (M), Partii Centrum (C), Ludowej Partii Liberałów (FP) oraz Chrześcijańskich Demokratów (KD). Ugrupowania centroprawicy odsunęły tym samym od władzy Szwedzką Socjaldemokratyczną Partię Robotniczą. W kolejnych wyborach w 1994 Umiarkowana Partia Koalicyjna premiera Carla Bildta utrzymała swoje poparcie, słabsze wyniki koalicjantów uniemożliwiły jednak utrzymanie władzy.

## Skład rządu
Biuro Premiera
- Premier: Carl Bildt (M)
- Wicepremier: Bengt Westerberg (FP)

Ministerstwo Sprawiedliwości
- Szef resortu: Gun Hellsvik (M)

Ministerstwo Spraw Zagranicznych
- Szef resortu: Margaretha af Ugglas (M)

Ministerstwo Obrony
- Szef resortu: Anders Björck (M)[1]

Ministerstwo Zdrowia i Spraw Społecznych
- Szef resortu: Bengt Westerberg (FP)

Ministerstwo Transportu i Komunikacji
- Szef resortu: Mats Odell (KD)

Ministerstwo Finansów
- Szef resortu: Anne Wibble (FP)

Ministerstwo Edukacji
- Szef resortu: Per Unckel (M)

Ministerstwo Rolnictwa
- Szef resortu: Karl Erik Olsson (C)

Ministerstwo Zatrudnienia
- Szef resortu: Börje Hörnlund (C)

Ministerstwo Przemysłu
- Szef resortu: Per Westerberg (M)

Ministerstwo Środowiska
- Szef resortu: Olof Johansson (C, do 1994), Görel Thurdin (C, 1994)[2]

Ministerstwo Służb Cywilnych
- Szef resortu: Inger Davidson (KD)

Ministerstwo Mieszkalnictwa
- Szef resortu: Birgit Friggebo (FP, 1991)

Ministerstwo Kultury
- Szef resortu: Birgit Friggebo (FP, od 1991)[3]

Ministrowie bez teki w resortach
- Reidunn Laurén (bezp.)
- Alf Svensson (KD)
- Ulf Dinkelspiel (M)
- Görel Thurdin (C, do 1994)
- Bo Könberg (FP)
- Bo Lundgren (M)
- Beatrice Ask (M)